# 芳澤あやめ (3代目)
三代目 芳澤あやめ（さんだいめ よしざわ あやめ、享保5年〈1720年〉 - 安永3年11月18日〈1774年12月20日〉）とは、江戸時代中期の歌舞伎役者。俳名一鳳、屋号は橘屋。定紋は丸に稲の字、替紋は桐。

## 来歴
初代芳澤あやめの四男。父のもとで修業をつみ、芳澤万代を名乗る。元文2年（1737年）11月、京の夷屋座『八幡太郎伝授鼓』で二代目芳澤崎之助を襲名。以後若女形として人気を集め、主に上方の舞台で活躍した。兄の二代目芳澤あやめの死をうけて三代目芳澤あやめを継ぐ。実力派の女形として時代物、世話物に長じ、特に武家の女房役で人気を集めた。享年55、墓所は大阪府大阪市中央区谷町の本照寺。子に五代目芳澤あやめがいる。